# Proston
Proston – miasto w Australii, w stanie Queensland.